# Сасолеоне (Болоња)
Сасолеоне (итал. Sassoleone) је насеље у Италији у округу Болоња, региону Емилија-Ромања.
Према процени из 2011. у насељу је живело 239 становника. Насеље се налази на надморској висини од 413 м.